# Kellie Bright
Kelly Denise Bright (Brentwood, 1 juli 1976) is een Britse actrice.

## Carrière
Bright begon op elfjarige leeftijd met acteren in het theater, zo speelde zij in de musicals Annie en Les Misérables. Zij leerde het acteren aan de Sylvia Young Theaterschool in Londen. Hierna speelde zij nog meerdere rollen in het theater.
Bright begon in 1989 als jeugdactrice met acteren voor televisie in de televisieserie Maid Marian and her Merry Men, waarna zij nog meerdere rollen speelde in televisieseries en films. Zij is vooral bekend van haar rol als Linda Carter in de televisieserie EastEnders. Voor deze rol werd zij in 2014 en 2016 genomineerd voor een British Soap Award, in 2015 won zij deze award in de categorie Beste Actrice.

## Privé
Bright is in 2014 getrouwd met acteur Paul Stocker met wie zij een zoon heeft.